# TT217
La Tomba di Ipuy (o Ipy), identificata con la sigla TT217 (Theban Tomb 217), è una delle Tombe dei Nobili ubicate nell'area della cosiddetta Necropoli Tebana, sulla sponda occidentale del Nilo dinanzi alla città di Luxor, in Egitto. Destinata a sepolture di nobili e funzionari connessi alle case regnanti, specie del Nuovo Regno, l'area venne sfruttata, come necropoli, fin dall'Antico Regno e, successivamente, sino al periodo Saitico (con la XXVI dinastia) e Tolemaico.

## Titolare
TT217 era la tomba di:
| Titolare     | Titolo   | Necropoli      | Dinastia/Periodo | Note                                                                                              |
| ------------ | -------- | -------------- | ---------------- | ------------------------------------------------------------------------------------------------- |
| Ipuy (o Ipy) | Scultore | Deir el-Medina | XIX (Ramses II)  | nella fila superiore delle tombe; a nord della casa di Mr. Schiaparelli a poca distanza dalla TT6 |

### Biografia
Piay, Scultore del Luogo della Verità, fu suo padre, Nefertkha sua madre; i nomi sono ricavabili da un dipinto parietale della TT210 di Raweben, Servo del Luogo della Verità, molto verosimilmente fratello del defunto, in cui i genitori e lo stesso Ipuy compaiono nell'atto di offrire libagioni al titolare di TT210. Moglie di Ipuy fu Duammeres. Nella tomba sono raffigurati tre figli, due femmine e un maschio, ma non ne sono riportati i nomi.

## Descrizione

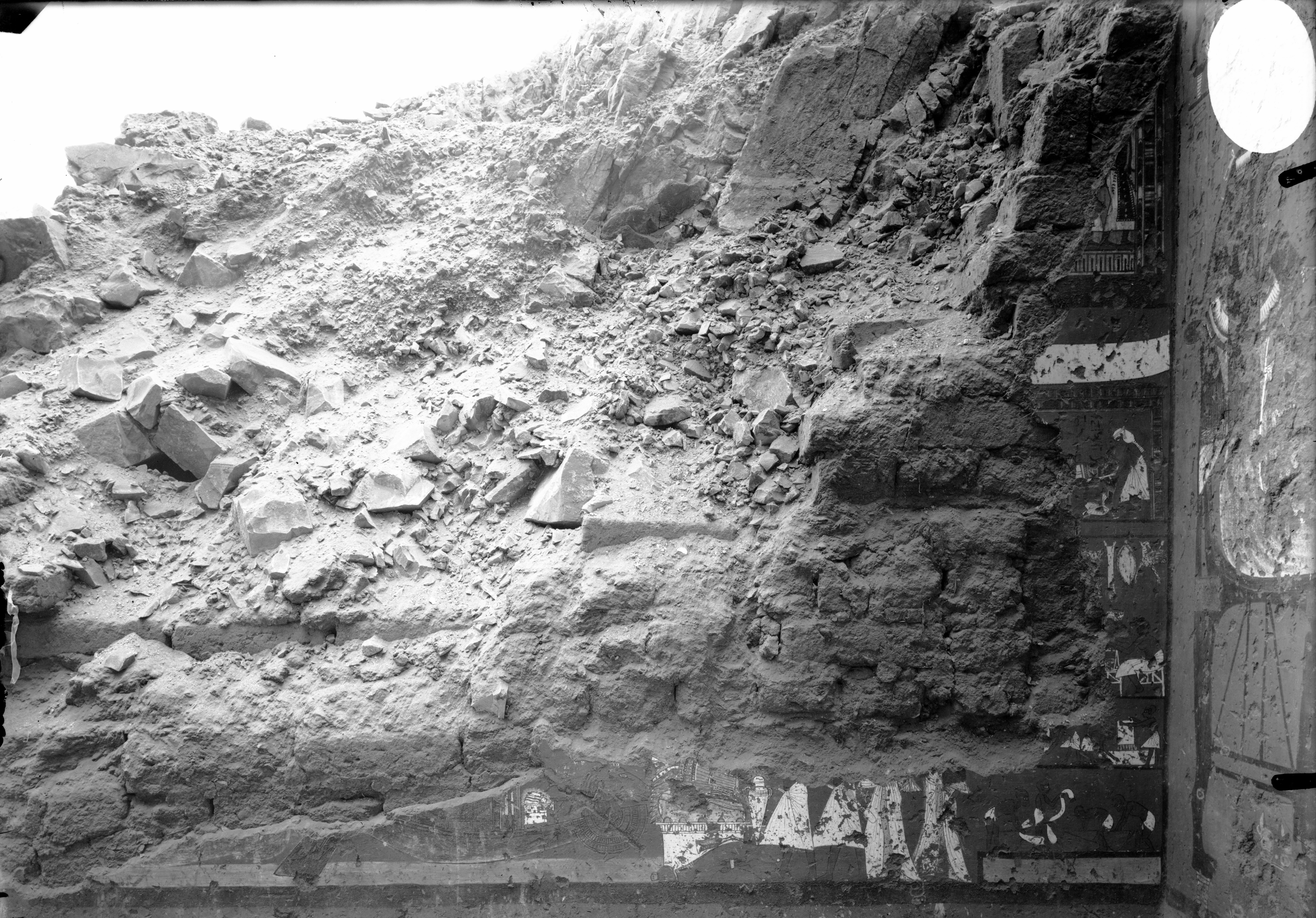
Parete est, lato sud, della camera trasversale di TT 217, la tomba di Ipuy, durante gli scavi tra il 1905 e il 1914, prima del suo restauro.

Un lungo corridoio, sulle cui pareti (1 in planimetria) solo i resti di scene del defunto e della moglie in presenza di Ra, dà accesso a una sala trasversale con resti di scene parietali su quattro registri sovrapposti (2) il defunto con altri funzionari premiato da Ramses II dalla finestra del palazzo, con prigionieri rappresentati di lato; su due file scene della processione funeraria con la mummia sotto un padiglione, il trasporto delle suppellettili funerarie e un gruppo di prefiche, verso la piramide tombale che presenta un portico sulla facciata; una casa con giardino con uomini che sollevano acqua con shadouf; scene di lavaggio abiti. Poco oltre (3), su due registri un figlio e una figlia offrono mazzi di fiori al defunto che ha un gatto in grembo, mentre la moglie ne ha uno sotto la sedia; (4) il defunto, con la moglie, e un'altra figlia piccola, curano degli uccelli e offrono unguenti su un braciere a Osiride e Hathor. Su altra parete (5), su cinque registri, il trasporto del lino, aratura e vagliatura in un'aia, resti di scena rappresentante la dea Thermutis; capre che brucano con pastori (di cui uno suona una cornamusa) e cani, barche cariche di prodotti da mercato, scene di immagazzinamento con offerte per Thermutis e ragazzi che si divertono a spaventare gli uccelli; scene di pigiatura dell'uva, di rammendo delle reti, di preparazione di uccelli e pesce, e il defunto con la famiglia intento nella pesca. Poco discosto, su quattro registri, (6) un uomo (il defunto?) seduto in presenza di parenti con uccelli e gatti sotto la sedia; allestimento delle suppellettili funerarie con abbattimento di alberi e un prete lettore con gli strumenti per la celebrazione della Cerimonia di apertura della bocca, carpentieri che realizzano un padiglione reale e un catafalco. Le scene proseguono (7) con il defunto e la moglie che offrono libagioni dinanzi as Anubis e Ptah (?). Ai lati dell'ingresso ad un corridoio perpendicolare alla sala trasversale (8-9) statue del defunto e della moglie. Nel corridoio (10) resti di testo..

### Annotazioni
1. ↑  La numerazione dei locali e delle pareti segue quella di Porter e Moss 1927, p. 308.
2. ↑  La prima numerazione delle tombe, dalla numero 1 alla 253, risale al 1913 con l'edizione del "Topographical Catalogue of the Private Tombs of Thebes" di Alan Gardiner e Arthur Weigall. Le tombe erano numerate in ordine di scoperta e non geografico; ugualmente in ordine cronologico di scoperta sono le tombe dalla 253 in poi.
3. ↑  I campi della Duat, ovvero l'aldilà egizio, si trovavano, secondo le credenze, proprio sulla riva occidentale del grande fiume.
4. ↑  Nella sua epoca di utilizzo, l'area era nota come "Quella di fronte al suo Signore" (con riferimento alla riva orientale, dove si trovavano le strutture dei Palazzi di residenza dei re e i templi dei principali dei) o, più semplicemente, "Occidente di Tebe".
5. ↑  le Tombe dei Nobili, benché raggruppate in un'unica area, sono di fatto distribuite su più necropoli distinte.
6. ↑  Le note, sovente di inquadramento topografico della tomba, sono tratte dal "Topographical Catalogue" di Gardiner e Weigall, ed. 1913 e fanno perciò riferimento alla situazione dell'epoca.
7. ↑  Set-Maat = "Luogo della Verità" era uno dei nomi con cui era noto il villaggio operaio di Deir el-Medina. Il villaggio era anche noto come Pa-demi, ovvero, semplicemente, "il villaggio".
8. ↑  Era compito dei preti "lettori" l'organizzazione delle cerimonie e la recitazione ad alta voce, durante le cerimonie sacre, degli inni previsti. Proprio per tale conoscenza delle invocazioni giuste e corrette, i "lettori" venivano considerati detentori di poteri magici.

### Fonti
1. ↑  Gardiner e Weigall 1913.
2. ↑  Donadoni 1999,  p. 115.
3. 1 2  Gardiner e Weigall 1913, p. 36.
4. ↑  Gardiner e Weigall 1913, pp. 36-37.
5. ↑  Gardiner e Weigall 1913, p. 37.
6. ↑  Porter e Moss 1927,  p. 315.
7. ↑  Porter e Moss 1927,  pp. 312-315.